# معادن سلیمان شاه (فیلم ۲۰۰۴)
معادن سلیمان شاه (به انگلیسی: King Solomon's Mines) یک مینی‌سریال تلویزیونی دو قسمتی آمریکایی محصول سال ۲۰۰۴ که پنجمین اقتباس سینمایی از رمانی به همین نام در سال ۱۸۸۵ توسط اچ. رایدر هگرد است. بازیگران اصلی این فیلم پاتریک سوویزی و آلیسون دودی هستند.

## بازیگران
- پاتریک سوویزی در نقش آلن کوارترمین
- آلیسون دودی در نقش الیزابت میت لند
- روی مارسدن در نقش کاپیتان جان گود
- جان استندینگ در نقش پروفسور سام مایتلند
- گوین هود در نقش بروس مک ناب
- سیده اونیولو در نقش اومبوپا
- ایان رابرتز در نقش سر هنری کورتیس
- نیک بوراین در نقش ایوان فلیکوف
- حکیم کی-کاظم در نقش توالا
- Lesedi Mogoathle در نقش Gagool (جادوگر)
- لانگلی کرک‌وود در نقش سرگئی
- گادفری لکالا در نقش خیوا
- Mesia Gumede
- مورن ویسر در نقش پتره
- داگلاس بریستو در نقش بوشل
- گراهام هاپکینز در نقش آستین